# 監修 日本常識力検定協会 いまさら人には聞けない 大人の常識力トレーニングDS
『監修 日本常識力検定協会 いまさら人には聞けない 大人の常識力トレーニングDS』（かんしゅう にほんじょうしきりょくけんていきょうかい いまさらひとにはきけない おとなのじょうしきりょくトレーニングディーエス）は、2006年10月26日に任天堂から発売されたニンテンドーDS用ソフト。

## 概要
老若男女の幅広い年齢層をターゲットとするTouch! Generationsシリーズの1つ。
日本常識力検定を行っている民間団体日本常識力検定協会の監修の元、様々なジャンルの「常識」をクイズ形式で学べる内容になっている。
後にWiiで本作の続編として『みんなの常識力テレビ』が発売されている。

## 内容

### トレーニング
トレーニングは毎日少しずつ行うように配慮され、まとまった時間で大量のトレーニングを行うことは出来ない。一日につき礼儀、知恵、社会、決まり、教養のうち2ジャンル各5問のみ挑戦することが出来る。その日出題されたトレーニング問題は、解説文を読むことで内容を理解することが可能。
また、主要ジャンル以外にも、「礼式」、「交通」、「芸術」、「音楽」といった様々なテーマの常識問題が用意されており、1日につき4テーマのトレーニングを行うことが可能。テーマは日付が変わると入れ替わって昨日とは違うテーマの問題が出題される。

### 常識力診断
トレーニングで5つのジャンル全てを一通りこなすと、総合的な常識力を判定する常識力診断に挑戦することが出来る。その結果、得意分野と不得意分野の判定と、平均値を50とした成績数値「常識力指数」が発表される。
常識力診断の成績はニンテンドーWi-Fiコネクションによるインターネット通信で任天堂のサーバにアップロードすることが可能。これにより、自分の常識力を全国平均と比較することができる。

## 余談
トレーニングの「音楽」のジャンル当てクイズで流れる事があるタンゴの曲は、本作の開発元であるハル研究所の看板タイトル『星のカービィシリーズ』シリーズの有名なBGM「激突!グルメレース」という曲をアレンジしたものである。